# Sphedamnocarpus humbertii
Sphedamnocarpus humbertii là một loài thực vật có hoa trong họ Malpighiaceae. Loài này được Arènes miêu tả khoa học đầu tiên năm 1943.